# Francisco Lersundi Hormaechea

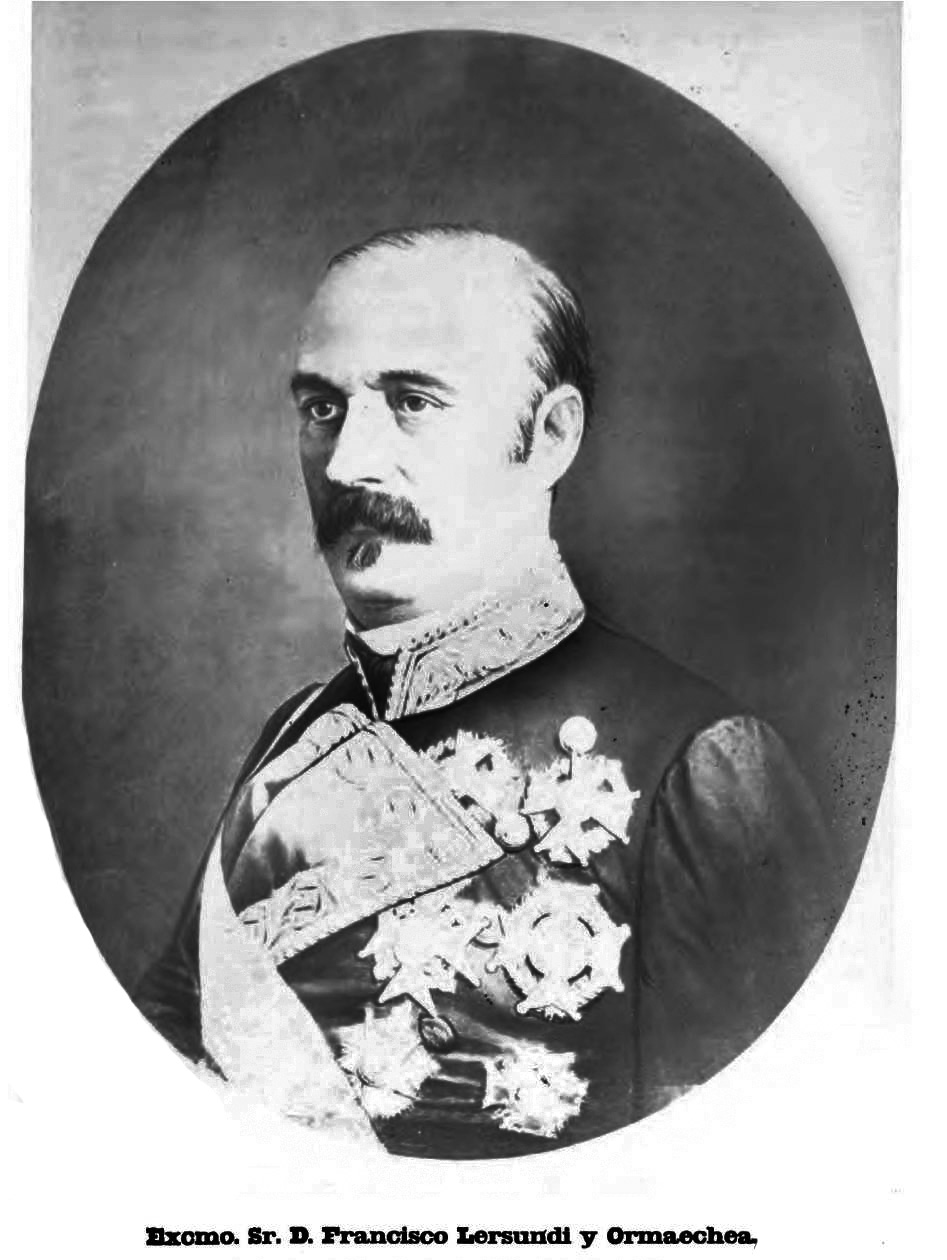
Francisco Lersundi Hormaechea

Francisco Lersundi y Hormaechea (* 28. Januar 1817 in Valencia; † 17. November 1874 in Bayonne) war ein spanischer Generalleutnant, Politiker und Regierungspräsident Spaniens (Presidente del Gobierno).

## Biografie
Lersundi Hormaechea absolvierte nach der Schulausbildung eine militärische Ausbildung. Als Offizier nahm er am Ersten Carlistenkrieg von 1833 teil.
Seine politische Laufbahn begann er am 31. August 1850, als er für zwei Legislaturperioden bis zum Februar 1853 zum Abgeordneten des Parlaments (Camara de los Diputados) gewählt wurde, wo er den Wahlkreis von Guipúzcoa vertrat.
Am 6. Februar 1851 wurde er zum ersten Mal zum Kriegsminister (Ministro de Guerra) berufen und gehörte als solcher dem Kabinett Juan Bravo Murillo bis zum 16. Januar 1852 an. Am 26. Februar 1853 wurde er dann zum Generalleutnant (Teniente General) befördert. Darüber hinaus wurde er am 18. März 1853 wegen seiner Verdienste zum Senator auf Lebenszeit (Senador Vitalicio) ernannt.
Am 14. April 1853 wurde er dann als Nachfolger von Federico Roncali selbst zum Regierungspräsidenten Spaniens (Presidente del Gobierno) ernannt. Während seiner bis zum 19. September 1853 dauernden Amtszeit übernahm er zugleich auch das Amt des Kriegsministers sowie auch amtierender Außenminister (Ministro de Estado).
Am 12. Oktober 1856 wurde er dann zum Marineminister (Ministro de Marina) in das fünfte Kabinett von Ramón María Narváez berufen, dem er bis zum Ende von dessen Amtszeit am 15. Oktober 1857 angehörte. Schließlich übte er das Amt des Kriegsministers erneut in der Regierung von Lorenzo Arrazola García vom 17. Januar bis zum 1. März 1864 aus.
Zuletzt war er von Mai bis November 1866 und dann wieder von Dezember 1867 bis Januar 1869 Gouverneur und Oberkommandierender (Capitán General) der Königlichen Armee (Ejercito Real) auf Kuba.